# Foston and Scropton
Foston and Scropton est une paroisse civile du Derbyshire, en Angleterre.